# Мальниц
Мальниц (нем. Mallnitz) — коммуна (Gemeinde) в Австрии, в федеральной земле Каринтия. Официальный код — 2 06 18.

## География
Мальниц находится в юго-западной части Австрии. Входит в состав округа Шпитталь. Занимает площадь 111,47 км².

## Население
По данным на первое января 2018 года, население коммуны составляло 786 человек .

## Политическая ситуация
Бургомистр коммуны — Мартин Визер (GFM) по результатам выборов 2003 года.
Совет представителей коммуны (нем. Gemeinderat) состоит из 15 мест.
- Партия GFM занимает 10 мест.
- СДПА занимает 5 мест.